# Smile (album des Beach Boys)
Albums de The Beach Boys
Pet Sounds
(1966) Smiley Smile
(1967)
Smile, devait être le douzième album studio des Beach Boys mais il a été abandonné. Certains titres ont été repris sur des albums ultérieurs, quelquefois en bonus, ainsi que des enregistrements pirates ayant fuité. Un essai de reconstitution pouvait alors être tenté.
Les enregistrements originaux sont finalement utilisés et essayent de reconstituer ce que l'album aurait pu être.

## Historique
Les Beach Boys avaient commencé ce projet complexe en 1966 sous la direction de Brian Wilson, leader et principal compositeur. Mais celui-ci souffrant de problèmes graves décide  de l'abandonner. De nombreuses années plus tard, il a réenregistré totalement le concept avec son groupe, un CD est sorti en 2004 sous le nom Brian Wilson Presents Smile. 
À la suite d'une grande demande (dixit Brian Wilson), les bandes originales des Beach Boys sont utilisées pour reconstituer cet album sous la supervision de Brian; en 2011, l'album voit enfin le jour, il reprend les mêmes titres que ceux de l'album de Brian.
Simultanément un luxueux coffret nommé The Smile Sessions est également disponible, il contient 5 CD reprenant de nombreux enregistrements plus ou moins aboutis, un livret, des photos et un disque vinyle.

## Titres de l'édition 2011
Toutes les chansons sont écrites et composées par Brian Wilson et Van Dyke Parks, sauf mention contraire.
| No  | Titre                                                   | Auteur                                          | Chant principal                                                               | Durée |
| --- | ------------------------------------------------------- | ----------------------------------------------- | ----------------------------------------------------------------------------- | ----- |
| 1.  | Our Prayer                                              | Brian Wilson / Mike Love                        | groupe                                                                        | 1:05  |
| 2.  | Gee                                                     | William David / Morris Levy                     | groupe                                                                        | 0:51  |
| 3.  | Heroes and Villains                                     |                                                 | B. Wilson (chant), Al Jardine (chœur), M. Love, groupe                        | 4:52  |
| 4.  | Do You Like Worms (Roll Plymouth Rock)                  |                                                 | groupe                                                                        | 3:35  |
| 5.  | I'm in Great Shape                                      | Wilson, Parks, Johnny Mercer, Sadie Vimmerstedt | B. Wilson                                                                     | 0:28  |
| 6.  | Barnyard                                                |                                                 | B. Wilson                                                                     | 0:48  |
| 7.  | My Only Sunshine (The Old Master) / You Are My Sunshine | Haven Gillespie/Jimmie Davis, Charles Mitchell  | Dennis Wilson                                                                 | 1:55  |
| 8.  | Cabin Essence                                           |                                                 | Carl Wilson (chant), groupe (chœur), Dennis Wilson (2e chœur), M. Love (coda) | 3:30  |
| 9.  | Wonderful                                               |                                                 | B. Wilson                                                                     | 2:04  |
| 10. | Look (Song For Children)                                | Brian Wilson                                    | groupe                                                                        | 2:31  |
| 11. | Child Is Father of the Man                              |                                                 | groupe                                                                        | 2:10  |
| 12. | Surf's Up                                               |                                                 | B. Wilson (sections 1 & 2), C. Wilson, A. Jardine (coda)                      | 4:12  |
| 13. | I Wanna Be Around/Workshop                              | Johnny Mercer, B. Wilson                        | instrumental                                                                  | 1:23  |
| 14. | Vega-Tables                                             |                                                 | A. Jardine, B. Wilson (coda)                                                  | 3:49  |
| 15. | Holiday                                                 | B. Wilson                                       | instrumental                                                                  | 2:32  |
| 16. | Wind Chimes                                             | B. Wilson                                       | C. Wilson                                                                     | 2:06  |
| 17. | The Element: Fire (O'Leary's Cow)                       | B. Wilson                                       | groupe                                                                        | 2:35  |
| 18. | Love to Say Dada                                        | B. Wilson                                       | B. Wilson                                                                     | 2:32  |
| 19. | Good Vibrations                                         | B. Wilson, Mike Love                            | C. Wilson (chant), M. Love (chœur & pont), groupe                             | 4:15  |